# کاپودچینا
در مافیای سیسیلی، کاپودچینا (به معنی تحت‌اللفظی «رئیس ده‌نفره») یا کاپورژیم (در مافیای آمریکایی) رهبر یک دچینا (واحد ده‌نفره) در یک خانواده مافیایی است. در خانواده‌های بزرگ‌تر، کاپودچینا توسط رئیس خانواده (دون یا باس) انتخاب می‌شود و مسئول هماهنگی و مدیریت یک گروه متشکل از حدود ده عضو است.
اعضای مافیا تحت نظارت کاپودچینا سازماندهی می‌شوند که به کاپوماندمنتو (رئیس خانواده مافیایی یا کوسکا) گزارش می‌دهد. این اصطلاح از کلمه "دیچی" (به معنی ده) گرفته شده و نشان می‌دهد هر کاپودچینا مسئول حدود ده نفر است.
این اصطلاح اولین بار در دهه 1880 در سیسیل برای توصیف ساختار سازمان فراتلانزا (یک گروه مافیایی در آگریجنتو، جنوب سیسیل) به کار رفته است.
مافیوزو ملکیوره آلگرا در اعترافات سال ۱۹۳۷ خود از عنوان "کاپو دلا دچینا" (رئیس گروه ده نفره) نام برد. او توضیح داد که وقتی یک خانواده مافیایی بیش از حد بزرگ میشد، به گروه‌های ده نفره تقسیم می‌شد.